# Caulolatilus bermudensis
Caulolatilus bermudensis är en fiskart som beskrevs av Dooley, 1981. Caulolatilus bermudensis ingår i släktet Caulolatilus och familjen Malacanthidae. Inga underarter finns listade i Catalogue of Life.